# Ducado de Ripperdá

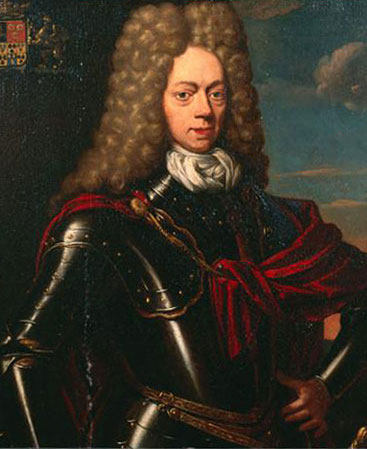
Juan Guillermo de Ripperdá, VIII barón de Ripperdá, I duque de Ripperdá.

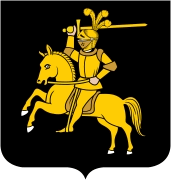
Escudo de armas de la familia "Ripperdá".

El Ducado de Ripperdá es un título nobiliario español creado en 1726 por el rey Felipe V, con carácter personal, a favor de Juan Guillermo de Ripperdá, VIII barón de Ripperdá.
Juan Guillermo de Ripperdá nació en los Países Bajos, cuando estos pertenecían al rey de España, donde su padre, el VII barón de Ripperdá, era gobernador de la fortaleza de Namur y general del ejército holandés.
La denominación de este ducado hace referencia al apellido familiar de "Ripperdá".

## Duques de Ripperdá
|                       | Titular                    | Periodo               |
| Creación por Felipe V | Creación por Felipe V      | Creación por Felipe V |
| --------------------- | -------------------------- | --------------------- |
| I                     | Juan Guillermo de Ripperdá | 1726-1732             |
| Título extinguido     |                            |                       |

## Historia de los duques de Ripperdá
- Juan Guillermo de Ripperdá (1680-1737), I duque de Ripperdá, VIII barón de Ripperdá, Secretario de Estado de Felipe V, embajador de España en Austria etc.

De origen católico, se convirtió al calvinismo para así potenciar su carrera en los Países Bajos, pero al venir a España, al servicio de Felipe V , volvió a abrazar la religión católica. Al perder el favor del rey de España y sobre todo de su valedora la reina Isabel de Farnesio, y descubiertas sus intrigas, fue encarcelado en el Alcázar de Segovia de donde huyó, con la ayuda de Juana Ramos, doncella de la alcaidesa y de un caballerizo, refugiándose en Inglaterra, donde se hizo protestante.
Fue expulsado de Inglaterra y se trasladó a Marruecos, donde se convirtió al Islam, ganándose la confianza del Sultán de Marruecos, y poniéndose en contra de los intereses de España, proponiendo la invasión de Ceuta. Perdida la confianza del Sultán y sobre todo de la madre de éste, fue apartado de todo cargo.
En España, al declarársele traidor, le fueron confisados todos su bienes y anulados todos los títulos y mercedes que había recibido.
Murió en Marruecos, en la miseria, solo acompañado de su fiel amante Juana Ramos y el caballerizo, quienes le habían ayudado a escapar de su prisión en el Alcázar de Segovia.
1. Casó con Alida Schellinguov
2. Casó con Francisca Eusebia Jaraba del Castillo.